# 天佑非洲 (津巴布韋)
《天佑非洲》，又稱《天佑津巴布韋》，是辛巴威在1980年至1994年期間的国歌，是津巴布韋自1980年獨立以來的首部國歌。歌曲是19世紀南非學校教師以諾·桑唐加創作的流行非洲頌歌《天佑非洲》（Nkosi Sikelel' iAfrika）的紹納語與恩德贝莱语翻譯版本。
《天佑非洲》於20世紀初獲翻譯為紹納語，並因而在一開始即流行於南羅德西亞社會各界。在羅德西亞單方面宣告獨立後，《天佑非洲》極化為津巴布韋解放運動的象徵。《天佑非洲》在津巴布韋於1980年取得獨立後隨即獲採用為其國歌，以顯示與其他施行种族隔离政策的國家的泛非運動的團結。《天佑非洲》的國歌地位於1994年由《津巴布韦国歌》（又稱《高舉吾等津巴布韋旗》）取代，由此使津巴布韋獨有的歌曲成為國歌，惟《天佑非洲》於津巴布韋國內仍舊流行。

## 歷史
《天佑非洲》於20世紀流行於非洲黑人間。在南羅德西亞，《天佑非洲》初期以科萨语原文演唱，直至獲翻譯為紹納語為止。《天佑非洲》的紹納語版本於南羅德西亞原住民協會（Southern Rhodesia Native Association）會議開幕時首次演奏，隨即於四日後班圖人國民大會（Bantu National Congress）首次會議閉幕時再度演奏；南羅德西亞原住民協會後來併入班圖人大會。《天佑非洲》於1948年非洲總罷工後成為非洲黑人的主要政治歌曲。縱使有如此政治含義，《天佑非洲》仍同獲羅德西亞黑人與白人所接受。在1951年英属南非警察田徑比賽中《天佑非洲》的紹納語版本同獲黑人與白人警察演唱，以紀念南羅德西亞首度舉行跨種族比賽。
在羅德西亞單方面宣告自大英帝国獨立後，羅德西亞的新政府開始鎮壓非洲解放運動。羅德西亞政府施行的政策包括禁止在非洲人學校演奏《天佑非洲》，而任何人公開演奏《天佑非洲》則會被英屬南非警察拘捕。古圖區專員因古圖非洲人會議領導人於會議開幕時在專員本人在場的情況下演唱《天佑非洲》而解散古圖非洲人會議。專員亦下令拘捕古圖非洲人會議領導人，惟後者在未被檢控的情況下即獲釋。在津巴布韋羅德西亞回歸英國統治後，南羅德西亞於1980年舉行大選，由羅伯·穆加貝所領導的津巴布韋非洲民族聯盟勝選，並由此組建津巴布韋獨立後的首屆政府。此後，《天佑非洲》因作為非洲黑人於南非與西南非種族隔離制度下鬥爭與團結的象徵而取代南羅德西亞官方國歌《天佑女王》與（不受廣泛承認的）羅德西亞國歌《扬起罗德西亚的声音》成為獨立後的津巴布韋國歌。在梳士巴利舉行的津巴布韋獨立大典中，英国国旗隨《天佑女皇》演奏而降下，而津巴布韋國旗則隨《天佑非洲》演奏而升起。

## 取代
1994年，津巴布韋政府認為津巴布韋應更改國歌，以避免國歌與其他同樣使用《天佑非洲》的曲調的他國國歌雷同。當時，使用《天佑非洲》的曲調的他國國歌包括坦桑尼亚的斯瓦希里語版《天佑非洲》（Mungu ibariki Afrika）、赞比亚的《独立高歌赞比亚，自豪又自由》，以及西斯凱與特蘭斯凱的科薩語原版《天佑非洲》。更改國歌的另一理由是穆加貝希望建立全新且獨特的津巴布韋人身份認同，並配之以津巴布韋獨有的國歌。津巴布韋政府為此舉行比賽以選出新國歌，最終所羅門·穆茨瓦伊羅所作的《高舉吾等津巴布韋旗》（Simudzai Mureza wedu weZimbabwe）獲選。新國歌在《天佑非洲》失去官方國歌地位前即獲推廣。然而，基督徒普遍對以新國歌取代《天佑非洲》的必要性表示懷疑，並認為此舉為津巴布韋非洲民族聯盟－愛國陣線通過官方程序將對神的提及刪除的計劃的一部分。
1995年，津巴布韋國會通過《津巴布韋國歌法令》（National Anthem of Zimbabwe Act），正式以新國歌取代《天佑非洲》。該法令同時將侮辱新國歌訂為罪行，並授權辛巴威總統訂立規例規範國歌的用途與演唱方式。

## 影響
雖然《天佑非洲》不再是津巴布韋國歌，《天佑非洲》於津巴布韋國內仍舊流行。《天佑非洲》仍於津巴布韋教堂充當聖歌。1997年，《瀕危野生動植物種國際貿易公約》締約方大會表決通過非洲象不為瀕危物種的國家可出口象牙，會後非洲國家的代表齊唱《天佑非洲》，而環保主義者則大哭。 
《天佑非洲》被新國歌取代後仍多次被誤作津巴布韋國歌演奏。2004年非洲国家杯足球赛於突尼西亞舉行，其中在津巴布韋對埃及的比賽開始前，主辦方演奏了《天佑非洲》而非新國歌。時任津巴布韋資訊部部長莊拿芬·莫約在事後指控該失誤為“主辦方意圖使我國健兒士氣低落的卑劣行徑（a cheap attempt by the organisers to demoralise our boys）”。刚果共和国於同年舉行非洲田徑錦標賽，而同樣情況在津巴布韋男子接力隊奪得金牌後重演。津巴布韋男子接力隊堅持主辦方演奏正確的國歌（新國歌），惟主辦方無法演奏新國歌，勞萊·茲瓦西亞遂自行在傳聲器前演唱。